# Lone Sloane
Lone Sloane es un personaje recurrente en las historietas del francés Philippe Druillet. La historieta es conocida por el estilo casi barroco de las ilustraciones de Druillet, que incluye pesadillas espaciales lovecraftianas mezcladas con mundos de inspiración matemática escheriana.

## Argumento
Ambientada 800 años después de un acontecimiento catastrófico llamado el "Gran Miedo", las historias presentan a Lone Sloane, que es atrapado por una entidad llamada "El que busca", después de que su nave espacial sea destruida. Se ve arrojado a una dimensión diferente, donde se convierte en rebelde espacial y saqueador con extraños poderes, y se encuentra atrapado en medio de un conflicto intergaláctico entre piratas espaciales, robots gigantescos, dioses oscuros y entidades de otras dimensiones. Muy similar al Silver Surfer y Galactus, o a Ulises y los dioses griegos, se ve obligado a vagar por un universo que le es ajeno. 

## Trayectoria editorial
Tras una primera aparición como álbum en 1966, Lone Sloane: Le Mystère des Abîmes, editado por Éric Losfeld, pasó a la revista "Pilote" en 1970 y "Metal Hurlant" en 1977. 
Además, en Francia se han publicado los siguientes álbumes:
- 1972 : Les 6 Voyages de Lone Sloane (ediciones Dargaud)
- 1973 : Delirius (guion de Jacques Lob - ediciones Dargaud)
- 1978 : Gaïl (editado por el autor)
- 1980 : Salammbô (según la novela de Gustave Flaubert - Les Humanoïdes Associés)
- 1982 : Carthage (continuación de Salammbô - ediciones Dargaud)
- 1986 : Matho (continuación y fin de Salammbô - ediciones Dargaud)
- 2000 : Chaos (ediciones Albin Michel)
- 2000 : Intégrale de Lone Sloane (ediciones Albin Michel)
- 2012 : Délirius 2 (ediciones Drugstore)[2]

En inglés las ediciones de este personaje estuvieron a cargo de NBM Publishing.